# Himno a Metán
El Himno a Metán, también llamado "Cielo y tierra", es el himno oficial de la ciudad de San José de Metán, capital del departamento de Metán, ubicado al sureste de la provincia de Salta. Es obligatoria su entonación en todos los establecimientos escolares que estén ubicados en aquella ciudad y en todo acto oficial después del Himno Nacional Argentino]. La letra fue compuesta por la escritora Marcela S.Romeri y la música por el compositor Roberto Darío "Yako" Viñas.Ambos nacidos en la ciudad de Metan.La obra fue ganada por concurso y estrenada por primera vez el 9 de julio de 2007.

## Letra
¡Loa al pueblo que forjó su destino!
¡Loa al pueblo que entre rieles creció!
De las veintitrés luces de Salta,
Metán brilla en el sur de la región.
El Crestón, fiel centinela,
Elevando toda nuestra fe
Fue testigo del Milagro
Inclinándose a tus pies.
¡Gloria al pueblo de Metán!
Tierra Gaucha que vivió
En las huestes libertarias
El amor a la Nación:
El combate de la Piedras,
El encuentro en Yatasto
Nuestros héroes nos legaron
La entereza y el valor.
Defendamos nuestra tierra
Con coraje y libertad.
Con mi sangre y en el pecho
Juro darte lealtad.
San José de Metán…
San José de Metán…
San José de Metán…
Letra:Marcela Romeri
Música:Roberto Darío "Yako" Viñas
Con la creación del Himno a San José de Metán, se busca fortalecer el sentido de pertenencia de cada uno de los habitantes de nuestra ciudad, el apego al terruño, que data de más de 340 años. El mismo es elemental para el desarrollo de esta y para enfrentar exitosa los desafíos que el mundo globalizado nos impone. Otro hecho significativo en nuestra comunidad es la profunda fe religiosa, que basa desde sus orígenes, sus raíces y convicciones cristianas, que en sus estrofas expresa:
El Crestón fiel centinela,
Elevando toda nuestra fe
Fue testigo del Milagro
Inclinándose a sus pies
Este Himno es el fiel reflejo del acrecentamiento de los vínculos con esta tierra, con sus protagonistas y sucesos destacados de nuestra historia que fueron decisivos durante la Gesta Libertadora, el progreso a través del arribo del Ferrocarril y el desarrollo económico que el mismo produjo en los habitantes de este suelo.
La autora de su texto poético es la Sra. Marcela Silvana Romeri Fernández, el compositor  de  su música es el Sr. Roberto Darío Viñas.
El Himno a San José de Metán fue entonado por primera vez por sus compositor Sr. Roberto Darío Viña  y  el Orfeón Coral de la Municipalidad de San José de Metán dirigido por la Prof. Nora Tolaba, en el Acto Oficial del 9 de julio de 2007, “Día de la Independencia Argentina”.
- Marcela Silvana Romeri, nació en Metán el 11 de abril de 1974.Autora del Himno a San José de Metán, La canción del Festimiel y de las 15 canciones del Vía Crucis gaucho. Sus textos figuran en antologías Nacionales y extranjeras. Su primer libro titulado "Conticinio", fue elegido por la Subsecretaría de Cultura y Educación para representar a nuestro país como invitado de honor en la feria internacional del libro en Guadalajara- México 1997. Siendo la primera y única autora en obtener ese mérito, además de ser el primer libro metanense en ser presentado en la feria Internacional del libro en Bs As. obtuvo numerosos premios y reconocimientos. Es autora de la letra de la canción "Tierra de miel" canción que representa al ya instalado festival local "Festimiel".
- Roberto Darío "Yako"Viñas, nació el 18 de octubre de 1976. Compositor del Himno a san José de Metán, la canción del Festimiel y las 15 canciones del Vía Crucis gaucho. Integrante del grupo folclórico "Yakohuayra". Obtuvo numerosos premios como compositor en el rubro canciones inéditas.